# Friedrich Wolf (író)
Friedrich Wolf (Neuwied, 1888. december 23. – Lehnitz, 1953. október 5.) zsidó-német író, orvos, politikus, diplomata, forgatókönyvíró és drámaíró.
Az első világháborúban hadiorvos volt a nyugati fronton, az élmény a háború nagy ellenzőjévé tette. Politikai és írói pályafutása főleg a két világháború közé esett. A hatalomra kerülő nácik elől a Szovjetunióba menekült.

## Művei
| - 1917 Mohammed (Drama), Langemarck (Erzählung) - 1919 Das bist du (Drama), Der Unbedingte (Drama) - 1921 Die Schwarze Sonne (Drama) - 1922 Tamar (Drama) - 1923 Die Schrankkomödie (Drama), Der Arme Konrad. (Drama) - 1924 Das Heldenepos des alten Bundes (jüdisches Volksepos) - 1925 Kreatur (Roman), Der Bücherkreis, Berlin. - 1926 Kolonne Hund (Drama), Äther (Hörspiel), Die Natur als Arzt und Helfer (sozialkritisch-medizinisches Hausbuch), Nachaufl. Mitteldeutscher Verlag 2003 - 1927 Koritke (Drama), Der Kampf im Kohlenpott (Novelle) - 1928 SOS … rao rao … Foyn – „Krassin“ rettet „Italia“ (Hörspiel), Kunst ist Waffe (Essay), Nachaufl. Philipp Reclam jun. 1969 - 1929 Cyankali (Drama) - 1930 Die Matrosen von Cattaro (Drama), Tai Yang erwacht (Drama) - 1930 John D. erobert die Welt (Hörspiel) - 1933 Professor Mamlock (Drama) - 1934 Floridsdorf (Drama) - 1935 Das trojanische Pferd (Drama) | - 1935 Schriftsteller und Politik Ansprache auf dem 1. Amerikanischen Schriftstellerkongreß in New York - 1938 Zwei an der Grenze (Roman) - 1940 Beaumarchais (Drama) - 1942 Der Russenpelz (Novelle) - 1944 Heimkehr der Söhne (Roman), Dr. Lilli Wanner (Drama) - 1945 Der arme Konrad (Hörspiel), Professor Mamlock (Hörspiel) - 1945 Was der Mensch säet (Drama) - 1946 Die letzte Probe (Drama), Märchen für große und kleine Kinder (darin: Die Weihnachtsgans Auguste) - 1947 Wie Tiere des Waldes (Drama) - 1948 Die Nachtschwalbe (Libretto zur Oper von Boris Blacher) - 1949 Der Rat der Götter (Filmszenarium), Bürgermeister Anna (Komödie) - 1952 Lilo Hermann: Die Studentin von Stuttgart, (Poem), VVN-Verlag, 1952/53 durch Paul Dessau als (Melodram) vertont und auf Schallplatte aufgezeichnet (NOVA 880 059) - 1952 Menetekel (Roman), Thomas Müntzer (Drama, Filmexpose) - 1956 Thomas Müntzer – Ein Film deutscher Geschichte (Szenario beziehungsweise Drehbuch) - 1975 Der verschenkte Leutnant (Sammlung) |

## Magyarul
- Mesék nagy és kis gyermekeknek; ford. Pávai Mihály; Ifjúsági, Bukarest, 1957
- Dr. Lilli Wanner / Hazafiak. Színmű / Mamlock professzor; ford. Szegő István, utószó Gyurkó László; Európa, Bp., 1960
- A német munkásszínjátszás; ford., jegyz. Sz. Szántó Judit, Gál M. Zsuzsa; Színháztudományi Intézet–Országos Színháztörténeti Múzeum, Bp., 1961 (Színháztörténeti könyvtár)
- Az időszerű színházról; ford., bev., jegyz. Sz. Szántó Judit; Színháztudományi Intézet, Bp., 1961 (Korszerű színház)
- Ketten a határon. Regény; ford. G. Beke Margit; Kossuth–Politikai, Bp.–Bratislava, 1966